# Ташбаева, Тахира Ходжиевна
Тахира Ходжиевна Ташбаева (узб. Tashbayeva Taxira Xogjiyevna, 7 сентября 1938 года, г. Ташкент - 23  апреля 2022 г.) — узбекистанский ученый-этнолог, доктор исторических наук (1994 г.), ведущий исследователь в области этнологии и антропологии Узбекистана

## Биография
Ташбаева Тахира Ходжиевна родилась 7 сентября 1938 года в г. Ташкент в семье интеллигенции. Мать Ташбаевой Тахиры Ходжиевны Назирова Мохинур после выхода на пенсию была пенсионером республиканского значения.
После окончания средней школы, Ташбаева Тахира Ходжиевна поступила в Среднеазиатский Государственный Университет (ныне Национальный Университет Узбекистана), на исторический факультет, где среди её учителей были М. Е. Массон, П.Ковалев, И. М. Муминов, Л. В. Гентшке и др.
Получив высшее образование, Ташбаева Тахира Ходжиевна поступает в аспирантуру Института истории Академии наук Узбекистана. Её руководителем была О. А. Сухарева — выдающийся этнолог и известный ученый, внесший значительный вклад в изучение культурного наследия Центральной Азии и Узбекистана, в частности. Под её руководством Ташбаева Тахира Ходжиевна в 1968 году защитила кандидатскую диссертацию.
В 1994 году в Институте этнологии и антропологии имени Н. Н. Миклухо-Маклая РАН в Москве Ташбаева Тахира Ходжиевна защитила докторскую диссертацию на тему: «Современная семья и семейный быт узбекского сельского населения». Научным консультантом докторской диссертации Ташбаевой Т. Х. была Т. А. Жданко — другой ученый-этнограф, внесший огромный вклад в изучение региона, например, известно, что Т. А. Жданко в 1950-е годы пригласила И.Савицкого в состав Хорезмской археолого-этнографической экспедиции, работая в составе которой И.Савицкий познакомился с искусством Хорезма, народно-прикладным искусством каракалпаков, полюбил эту культуру и собрал свою коллекцию представленную теперь в одноимённом музее в г. Нукус.
В 1990-е годы Ташбаева Тахира Ходжиевна была научным секретарем учёного совета по защите диссертаций при Институте истории Академии наук Узбекистана.
Ташбаева Тахира Ходжиевна внесла весомый вклад в развитие этнографии в Узбекистане, популяризацию научных знаний об обычаях и обрядах узбекского народа в мире. Согласно исследованиям, проведенным под эгидой ЮНЕСКО, Ташбаева Тахира Ходжиевна была включена в список экспертов по нематериальной культуре Центральной Азии. Научные исследования Т. Х. Ташбаевой, как, например, «Новые обряды по воспитанию детей», «Новое и традиционное в быту сельской семьи узбеков» (совместно с М. Д. Савуровым), являясь важным источником по этнографии узбеков, будучи востребованы хранятся в библиотеках ведущих образовательных и исследовательских центров мира, как Принстонский университет (Princeton University), Университет Торонто (University of Toronto), Стэнфордский университет (Stanford University).
Тахира Ташбаева имеет двоих детей и внуков. Её супруг — ученый и общественный деятель Шарапов Шамсиддин — доктор исторических наук, профессор, внес значительный вклад в развитие науки в Узбекистане.

## Труды
- Тахира Ходжиевна Ташбаева. Новые обряды по воспитанию детей / Ташкент: Фан, 1980.
- Тахира Ходжиевна Ташбаева. Узбекская женщина в прошлом и настоящем /Ташкент: О-во «Знание» УзССР, 1987,
- Тахира Ходжиевна Ташбаева, Мане Даурович Савуров Новое и традиционное в быту сельской семьи узбеков / Ташкент: Изд-во «Фан» Узбекской ССР, 1989
- Тахира Ходжиевна Ташбаева. Современная неразделенная семья в Узбекистане: история и эволюция. Среднеазиатский этнографический сборник // Институт этнологии и антропологии имени Н. Н. Миклухо-Маклая РАН- М.: Наука, Выпуск V, 2006, сс.209-217.